# Campbellana attenuata
Campbellana attenuata is een vlinder uit de familie van de stippelmotten (Yponomeutidae). De wetenschappelijke naam van de soort werd in 1956 gepubliceerd door Salmon & Bradley.